# Ciénega del Sauce
Ciénega del Sauce är en ort i Mexiko.   Den ligger i kommunen Acatepec och delstaten Guerrero, i den södra delen av landet, 270 km söder om huvudstaden Mexico City. Ciénega del Sauce ligger 847 meter över havet och antalet invånare är 646.
Terrängen runt Ciénega del Sauce är lite bergig. Runt Ciénega del Sauce är det ganska tätbefolkat, med 58 invånare per kvadratkilometer. Närmaste större samhälle är Ayutla de los Libres, 17,5 km väster om Ciénega del Sauce. I omgivningarna runt Ciénega del Sauce växer huvudsakligen savannskog.